# 帖木儿火者

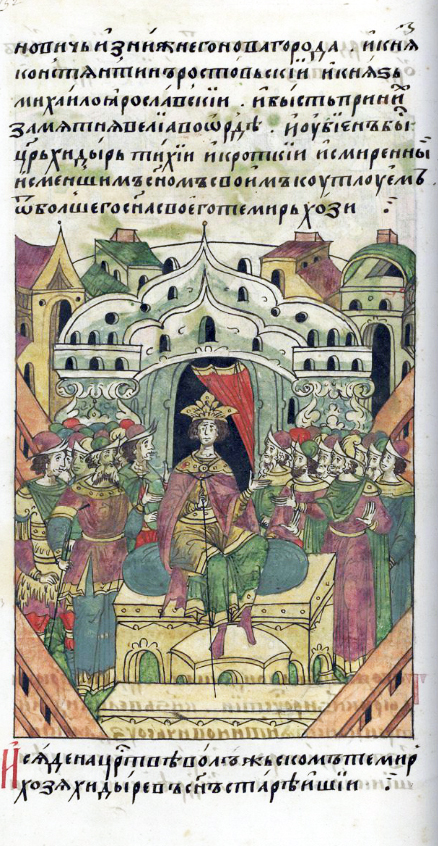
帖木儿火者

帖木儿火者（？—1361年），钦察汗国（金帐汗国）第十六任可汗，白帐汗斡儿答的后代，乞迪兒的儿子。一说是斡儿答·洒黑的儿子。
1361年8月，帖木儿火者杀死了乞迪兒和乞迪兒的幼子，篡夺汗位。他在新萨莱等地铸币。白帐汗国后裔篡夺金帐汗国王位引起了很多王公的不满，别儿迪别的女婿马麦拥立月即别的后裔奥都剌为汗。9月，帖木儿火者逃出新萨莱，在伏尔加河畔被杀。
| 前任： 乞迪兒 | 金帐汗国君主 1361年 | 繼任： 斡耳都灭里 |